# Pedro Figari
Pedro Figari Solari (Montevideo, 1861 - ibídem, 1938) fou un pintor, advocat, polític, escriptor i periodista uruguaià. És considerat com una de les figures més destacades de la pintura llatinoamericana, pertanyent al Postimpressionisme, caracteritzat pel seu caràcter polifacètic i la seva voluntat americanista.

## Biografia

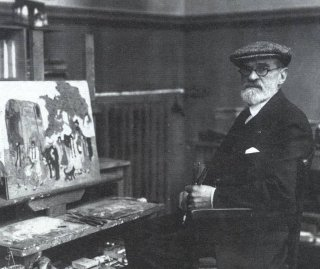
Pedro Figari.

Nascut a Montevideo, Uruguai, Figari era fill d'immigrants italians i passà molts anys de la seva infantesa a una granja que tenien els seus pares al nord del departament. Aquest ambient rural li va permetre entrar en contacte amb les persones de la societat que més endavant reflectarà a les seves pintures.
Abandonà des de molt jove la seva vocació de pintor per dedicar-se a la política. Va viure durant un temps a Buenos Aires, Argentina, on va continuar amb la seva devoció per l'art. El 1925 viatjà a París, on va prendre contacte amb la vida artística de les grans figures de tots els temps. En visitar els museus, Figari trobà inspiració per algunes de les seves futures obres mestres.

## Obra
La pintura de Figari es caracteritza per l'estil propi de l'autor, tot i que va ser influït per l'art italià. Figari començà a pintar quan els pintors d'Amèrica del Sud encara no hi havien trobat un estil propi, característic de la vida del nou continent, allunyada de les arrels europees.

Europa s'havia destacat per la tècnica, per pintar un moment històric o un personatge. Figari, en canvi, volia captar un espai de la vida quotidiana, gautxa, eminentment americana. Pensava que la civilització europea havia perdut aquell contacte amb l'harmonia i la vida simple, mentre que Amèrica representava l'oportunitat de tornar a aquells orígens. Aquest sentit caracteritza tota la seva obra, ja que en comptes de pintar un moment adequat, Figari es preocupà pel sentiment que volia transmetre, sense caure en els detalls. Ell mateix va reconèixer: 
| « | La meva pintura no és només una forma de pintar. Pel contrari, és una forma de veure, de pensar i de sentir. Em sorprèn que hi hagi pogut pintar sensacions i no coses, abans de tenir un domini complet de les tècniques pictòriques. | » |

### Relació amb moviments artístics
Durant els seus viatges per Europa, Figari es va exposar a la influència del Postimpressionisme. La seva obra primerenca encara té trets modernistes. En comptes de concentrar-se en la forma i en la tècnica del treball, els modernistes s'interessaven més pel contingut. En la mateixa línia, les pintures de Figari destaquen pels materials que usava. La seva intenció no era retratar el subjecte de forma realista, sinó pintar el sentiment o, almenys, l'abstracció d'aquest. Cal destacar, doncs, que l'expressió marca pràcticament tota la producció plàstica de Figari.

### Llegat
El llegat de Pedro Figari és la llibertat i l'expressió. En distanciar-se del corrent europeu, que seguia les tradicions acadèmiques, Figari ajudà a les persones a celebrar la cultura del seu país. Segons les seves paraules, volia 
| « | elevar la cultura [uruguaiana] i fer que [la gent] estimés les coses americanes, les quals són moltes. | » |

 El seu estil pot ser considerat com a nacionalista, ja que la seva obra es troba inspirada en l'Uruguai, creant un sentiment popular d'amor pels valors propis d'una nació. Els uruguaians ja no hi eren obligats a seguir els costums dels seus avantpassats europeus, ara podien adoptar-ne uns propis.

### Llista d'exhibicions

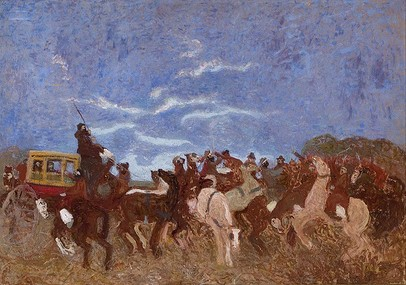
Muerte de Facundo Quiroga.

- Drawings in Latin America, 1998, Museu d'Art Modern (Nova York).
- Taller Pedro Figari, 1956, Salto.
- Paintings by Pedro Figari, 1947, Museu de Belles Arts (Houston).
- Paintings and Prints by Artists of Various Nations, 1942, Museu de Belles Arts (Houston).
- Latin American Artists of the 20th Century, 1993, Museu d'Art Modern (Nova York).

### Llista d'obres

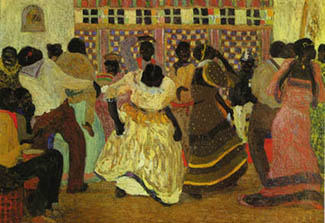
Candombe, col·lecció privada, Buenos Aires.

- Candombe bajo la luna, 1922 (Col·lecció Alfredo Gonzalez Garano).
- Pericón en la estancia, 1924 (Museu Nacional de Belles Arts de l'Uruguai).
- En familia, 1924 (Col·lecció Andrés Garmendia Uranga).
- Pericón, 1925 (Col·lecció Roque Freire).
- Del entierro, 1928 (Col·lecció Alejandro Shaw).
- Candombe, 1924 (Col·lecció Roque Freire).
- Patio colonial, 1924 (Col·lecció Raúl C. Monsegur).
- El Cielito bajo el monte, 1923 (Col·lecció Celina González Garano).
- Entierro, 1921 (Museu Nacional de Belles Arts de l'Uruguai).
- La Pampa, 1927 (Museu Nacional de Belles Arts de l'Uruguai).